# 鮀恋
《鮀恋》（又名《鱼和它之恋》、《爱上汕头》、《汕头之恋》）是汕头首部本土电影，由潮汕籍年轻人原创，自筹资金坚守三年拍摄而成。

## 剧情介绍
故事开端于，女主人公苏心蕊横跨内海来到海对岸的高中寻找恋人的过去，围绕男主人公高中、大学直至参加工作人生历程，讲述了一段无奈的情感，也展现了潮汕地区在历史发展过程中与外来文化的矛盾以及大时代背景下，潮汕学子所面临的现实境遇。

## 制作团队
《鮀恋》编剧、拍摄、音乐制作全部由潮汕籍年轻人自筹资金，坚守三年而成。主题曲《人生只若初见》邀请知名潮籍歌手马海生友情演唱。
故事的高中以汕头市金山中学为原型，演员多是从该校历届校友中挑选出来，无论是履历和性格都与饰演的人物有极高的相似度。

## 演员列表
| 角色         | 演员   | 备注                 |
| ------------ | ------ | -------------------- |
| 林奕新(高中) | 朱海彬 | 汕头金山中学08届校友 |
| 林奕新(成年) | 吴启垒 | 汕头金山中学05届校友 |
| 苏心蕊       | 杨 婕  | ----                 |
| 梁梦洁(高中) | 卢 倩  | 汕头金山中学08届校友 |
| 梁梦洁(成年) | 蔡佳媛 | ----                 |
| 林奕新母亲   | 张楚芝 | ----                 |
| 林奕纯       | 黄 婷  | ----                 |
| 陈晓楠       | 林佳思 | 汕头金山中学07届校友 |
| 张纯子       | 林 蔚  | ----                 |
| 书 腾        | 乙 嘉  | 汕头金山中学10届校友 |
| 林天辰       | 黄 磊  | ----                 |
| 方子超       | 蔡晨乐 | 汕头金山中学07届校友 |
| 天 宇        | 杨 帆  | 汕头金山中学08届校友 |
| 不标准       | 何卓群 | 汕头金山中学06届校友 |
| 雨 萌        | 林 宇  | 汕头金山中学07届校友 |
| 远 航        | 林泽鹏 | 汕头金山中学07届校友 |
| 主 任        | 黄 山  | 汕头金山中学06届校友 |
| 咖啡厅服务生 | 沈子诚 | 汕头金山中学11届学生 |
| 自管队员     | 陈彦舟 | 汕头金山中学11届学生 |

## 幕后故事
1. 《鮀恋》没有引入任何商业投资，制作团队都是零报酬的。且制作团队成员都有自己的正式职业，所以电影是利用节假日制作的，相当于制作团队成员有三年没有放过一天假。
2. 电影剪辑花了半年的时间。
3. 由于没有报酬、演员中途退出等问题，拍摄曾中断，剧情连接不上。原计划时长120分钟的电影最后时长为90分钟。
4. 饰演男女主角的演员不在同一个城市，所以一些男女主角对话的场景是男女主角分别在两个城市拍摄的。
5. 由于场地难以协调，高中时代的校园是在三所高中取景的，部分校园空镜头是由在校学生帮助拍摄完成的。
6. 由于场地难以协调，男主人公奕新的家分别在澄海和濠江共同取景。
7. 女主人公心蕊室内的戏大部分在深圳拍摄完成，在汕头的戏是在春节4天假期拍完的。
8. 部分海景是在汕尾、云南拍摄的。